# Frederick Cherono
Frederick Cherono (* 23. November 1977) ist ein kenianischer Marathonläufer.
2002 gewann er den Dublin-Marathon und 2003 den Rom-Marathon in 2:08:47 h. 2004 siegte er beim Turin-Marathon mit seiner persönlichen Bestzeit von 2:08:38 h, wurde Fünfter beim Hokkaidō-Marathon und gewann den Athen-Marathon.
2005 wurde er Elfter beim London-Marathon und Neunter beim Mailand-Marathon. Einem sechsten Platz in Athen 2007 folgte 2008 ein zweiter beim Madrid-Marathon. 2009 wurde er Fünfter beim Xiamen-Marathon und kam beim Frankfurt-Marathon auf den 16. Platz.